# Arrukum
Arrukum (anciennement : Ar-Ennum) est un haut responsable qui officiait à Ebla, cité-état dans l'actuelle Syrie, au XXIVe siècle av. J.-C.. Les recherches plus anciennes le voyaient comme roi. Il a officié comme vizir d'Ebla pendant cinq ans sous le roi Irkab-Damu et était la principale personnalité à la cour pendant ces années. Il est cité dans de nombreux documents. Au cours de son mandat, de nouveaux types de documents[Lesquels ?] sont apparus dans l'administration, dont l'introduction peut lui être attribuée[réf. nécessaire]. Il meurt quelques mois seulement avant la mort du roi.